# Most Ostrovul Mare
Most Ostrovul Mare je most u Rumunjskoj preko vodotoka Gogoșu, rukavca Dunava. Namijenjen je pristupu otoku Ostrovu Mare odnosno hidroelektrani Đerdap II na lokalnom graničnom prijelazu između Rumunjske i Srbije.
Most je dug 360 m ,s glavnim rasponom od 240 m, a konstruiran je kao viseći most.

## Vanjske poveznice
- (rumunjski) Opis